# ابراهیم باقری زنوز
ابراهیم باقری زنوز (۱۳۱۱–۱۳۹۹) حشره‌شناس ایرانی و استاد دانشگاه تهران بود. او برای نگارش کتاب آفات فرآورده‌های انباری و روشهای مبارزه برگزیدهٔ پنجمین دورهٔ کتاب سال ایران شد.

## آثار
- روشهای مبارزه باآفات انباری وقرنطینه‌ای (ادیب، ۱۳۶۳)
- تکنولوژی نگهداری محصولات کشاورزی (انتشارات دانشگاه تهران، ۱۳۷۴)
- اصول مرفولژی و فیزیولژی حشرات (انتشارات دانشگاه تهران، ۱۳۷۸)
- تاریخ تحولات علوم کشاورزی ایران: از دوره باستان تا عصر حاضر (انتشارات دانشگاه تهران، ۱۳۸۲)
- فرهنگ نوین کشاورزی و منابع طبیعی (جلد ۱۱: حشره‌شناسی کشاورزی) (انتشارات دانشگاه تهران، ۱۳۹۰)